# وان شون شنغ
وان شون شنغ (1908-1987) (بالإنجليزية: Wan Chun Cheng)‏ هو عالم نبات صيني.